# كيم سو بوم
كيم سو بوم (2 أكتوبر 1990 ببوسان في كوريا الجنوبية - ) هو لاعب كرة قدم كوري جنوبي في مركز الدفاع. لعب مع جيجو يونايتد ونادي غوانغجو.

## وصلات خارجية
- كيم سو بوم على موقع دوري كوريا الجنوبية (الإنجليزية)
- كيم سو بوم على موقع قاعدة بيانات كرة القدم.إي يو (الإنجليزية)